# RTN3
RTN3‏ (Reticulon 3) هوَ بروتين يُشَفر بواسطة جين RTN3 في الإنسان.